# کوچ (بیرجند)
کوچ روستایی است در دهستان باقران از توابع بخش مرکزی شهرستان بیرجند، واقع در استان خراسان جنوبی، که جمعیت آن در سال ۱۳۸۵ برابر با ۱۰۴ نفر بوده‌است. اهمیت روستای کوچ به علت وجود سنگ نگاره‌هایی باستانی، موسوم به سنگ‌نگاره لاخ مزار است که جزو اسناد معتبر تاریخی استان خراسان جنوبی به حساب می‌آید.
این مجموعه تاریخی که شامل ۳۰۴ نگاره حک شده بر روی صخره‌ای از سنگ افیولیت می‌باشد، شامل نقوشی از انسان، حیوان، گیاه، علائم و نشانها، کتیبه‌هایی به زبان پهلوی، مربوط به دوران اشکانی و ساسانی و به زبان عربی و فارسی، مربوط به دوران اسلامی می‌باشد.